# Jakob Jakobsson Favorin
Jakob Jakobsson Favorin, född cirka 1662 i Kumlinge, död 16 mars 1729 på ön Houtskär, var en svensk präst.

## Biografi
Jakobsson Favorin kom ursprungligen från Kumlinge i Ålands skärgård. Han studerade vid katedralskolan i Åbo. Därefter var han verksam på Åland som skolmästare, där han tjänstgjorde i Sund mellan 1692 och 1697. Han prästvigdes den 18 maj 1694 i Åbo, men fortsatte att arbeta vid skolan samtidigt som han var assistent åt kyrkoherden i Sund. År 1695 blev han kyrkoherde, 1697 kaplan i Saltvik och från 1709 kaplan i Houtskär.
År 1714 flydde han med sin familj till Sverige. Under sin tid där blev han rånad i Stockholms skärgård 1720. Efter freden i Nystad återvände han till Houtskär.
Jakobsson Favorin var gift två gånger: först med Katarina Michelsdotter (död 1706) och senare med Margareta Heråker.